# Ighoud
Ighoude (en berbère : Iɣud ⵉⵖⵓⴷ) est une ville du Maroc. Elle est située dans la région de Marrakech-Safi.

### Sources
- (en) Ighoud sur le site de Falling Rain Genomics, Inc.